# Aberarder
Aberarder (Schots-Gaelisch: Obar Àrdair) is een dorp aan de noordelijke oevers van Loch Laggan in Badenoch and Strathspey in de Schotse Hooglanden.

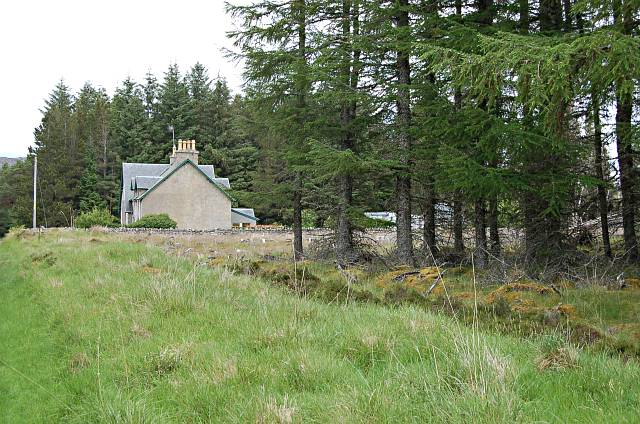
Dunmaglass School